# Джоанну, Крис
Крис Джоанну (англ. Chris Joannou; имя при рождении — Кристофер Эндрю Джоанну, англ. Christopher Andrew Joannou; род. 10 ноября 1979, Ньюкасл, Новый Южный Уэльс, Австралия) - македонско-австралийский музыкант, наиболее известный как басист рок-группы Silverchair из Ньюкасла. 

## Личная жизнь
Он брат-близнец Луизы Кипы. Джоанну македонец по происхождению.

## Музыкальная аппаратура
Он использовал в основном бас-гитары G&L и Fender Precision и почти исключительно комбо Ampeg B-15 Portaflex. Как было сообщено на сайте gearwire.com Джоанну использует Ampeg SVT-2 в корпусе Ampeg 810 и новый Ampeg B-15 combo в своей концертной программе.

## Прочая деятельность
Джоанну известен не только как басист, но и как продюсер таких альбомов The Mess Hall как Feeling Sideways и Notes from a Ceiling.
В 2006 году Джоанну выступил с речью на открытии стипендии по охране психического здоровья, учреждённой в честь его двоюродного брата Натана Трепезанова, который покончил жизнь самоубийством в возрасте 21 года в январе того же года.
Также Джоанну является соучредителем и совладельцем пивной компании Lovells Lager. Он также является одним из четырёх бизнесменов, которые открыли бар и небольшое развлекательное заведение на Пэрри-стрит в Вест-Энде Ньюкасла, Новый Южный Уэльс, Австралия, которые открылись в декабре 2013 года.